# Ruth Ann Swenson
Ruth Ann Swenson (Nova Iorque, 25 de agosto de 1959) é uma soprano americana, muito conhecida por suas interpretações de papéis de coloratura.

## Vida
Ruth nasceu em Bronxville, Nova Iorque e cresceu em Commack, Nova Iorque, ou Long Island. Swenson estucou na Academia de Artes Vocais na Filadélfia e foi para o Colégio Hartt de Música em West Harford, Connecticut. No começo da década de 1980 ela ingressou no Programa Merola na Ópera de São Francisco e fez uma turnê pelo país como Gilda de Rigoletto de Giuseppe Verdi, numa produção do Teatro da Ópera Ocidental.

### Carreira
Ela começou seus estudos com Dixon Titus e fez sua estreia na Ópera de São Francisco em 1983 como Despina em Così fan tutte de Wolfgang Amadeus Mozart. Mas o papel que a fez ser reconhecida foi como Dorinda de Orlando de Georg Friedrich Händel, ao lado da mezzo-soprano Marilyn Horne. Sua estreia no Metropolitan Opera House veio em 1991, como Zerlinda em Don Giovanni de Mozart. Em 1993 venceu o prêmio da Fundação de Música Richard Tucker.
Swenson apareceu em muitas das maiores casas de ópera do mundo, como a Ópera Nacional de Paris, o Royal Opera House no Covent Garden, na Ópera Estatal de Berlim, no Grande Teatro de Genebra, na Ópera Estatal de Hamburgo, na Ópera do Estado Bávaro e na Ópera Lírica de Chicago. 
Os papéis da soprano incluem Liù em Turandot de Giacomo Puccini, Rosina em Il barbiere di Siviglia de Gioacchino Rossini, as Quatro Heroínas de Les contes d'Hoffmann de Jacques Offenbach, Elvira em I Puritani de Vincenzo Bellini, Zerbinetta em Ariadne auf Naxos de Richard Strauss, Gilda em Rigoletto (que só no Metropolitan Opera, realizou 49 apresentações), Julieta em Romeu e Julieta de Charles Gounod, Violetta em La traviata, Lucia em Lucia di Lammermoor, entre muitas outras.
Em abril de 2006, Swenson recebeu o nível de doutora pelo Conservatório de Música de São Francisco, onde atualmente ela dá aulas de canto.

## Casamento
Ruth Ann Swenson é casada com o barítono David Burnakis, que conheceu na turnê de Rigoletto pela Ópera do Ocidente. Swenson e Burnakus moram na Califórnia.